# Productores de Música de España
Productores de Música de España (afgekort PROMUSICAE) is de belangrijkste Spaanse muziekhitlijst. PROMUSICAE begon in de jaren vijftig als Grupo Español de la Federación Internacional de la Industria Fonográfica, oftewel Spaanse groep van de IFPI.

## Hitlijsten
PROMUSICAE heeft de volgende hitlijsten:
- Top 50 (liedjes)
- Top 100 (albums)
- Top 20 (compilaties)
- Top 20 (dvd's)
- Airplay Chart